# Edouard Rott
Edouard Rott, né le 22 février 1854 à Neuchâtel et mort à Chaumont le 16 août 1924, est un historien et diplomate suisse.

## Biographie
Edouard Rott est le fils de Frédéric-Edouard Rott, commerçant en textile, et d'Elisabeth Célina Thorens. Il étudie le droit aux Universités de Neuchâtel, Heidelberg et Paris et obtient le grade de docteur. En 1875, il est nommé secrétaire de la légation suisse de Paris. Rapidement cependant, sa passion pour l'histoire diplomatique prend le pas sur ses ambitions diplomatiques, poussant Edouard Rott à présenter sa démission. Il épouse, en 1879, Renée de Neufville avec laquelle il a une fille : Adèle-Edmée.
En 1880, Edouard Rott est chargé par le Conseil fédéral de recenser et faire copier toutes les pièces concernant les relations franco-suisses conservées dans les archives ou bibliothèques françaises et étrangères pour la période menant à la fin de l'Ancien Régime. Ce vaste dépouillement d'archives aboutit à la publication de l'Inventaire sommaire des documents relatifs a l'histoire de Suisse: conservés dans les archives et bibliothèques de Paris et spécialement de la correspondance échangée entre les ambassadeurs de France aux ligues et leur gouvernement (5 volumes, 1882-1894) puis à la copie de ces innombrables actes pour le compte des Archives fédérales suisses. Pour son usage personnel, il fait aussi exécuter des duplicata de ces mêmes documents. Ce sont ces duplicata, classés selon un ordre qui leur est propre, qui ont été légués, en 1920, à la Bibliothèque publique et universitaire de Neuchâtel et classés selon un ordre propre par l'historien puis par Philippe Gern. À sa mort, ces 300 volumes de copies intègrent un espace dédié de la bibliothèque,. L'Histoire de la représentation diplomatique de la France auprès des cantons suisses, de leurs alliés et de leurs confédérés (11 volumes, 1900-1935), œuvre centrale d'Edouard Rott bien qu'en partie publiée de manière posthume par Léon Kern, s’attèle à l'exploitation de la matière mise à jour dans l'Inventaire. Edouard Rott a aussi laissé derrière lui un vaste Dictionnaire biographique du personnel diplomatique de France en Suisse malheureusement resté au stade de manuscrit inédit.
Edouard Rott meurt des suites d'une attaque cardiaque dans sa demeure de Chaumont.

## Œuvres principales
- Edouard Rott, Henri IV, les Suisses et la Haute Italie : la lutte pour les Alpes (1598-1610) : étude historique d'après des documents inédits des archives de France, de Suisse, d'Espagne et d'Italie, Paris, Éditions Plon, 1882.
- Edouard Rott, Rapport concernant le récolement des dépêches et autres papiers se rapportant aux ambassadeurs de France en Suisse de 1444 à 1610, Berne, Impr. S. Collin, 1882.
- Edouard Rott, "Philippe III et le duc de Lerme (1598-1621) : étude historique d'après des documents inédits", Revue d'histoire diplomatique, Paris, année 1, 1887.
- Edouard Rott, "Instructions et dépêches adressées par Henri IV à Charles Paschal, son ambassadeur aux Ligues grises (1604-1610)", Revue d'histoire diplomatique, Paris, année 7, 1893.
- Edouard Rott, Perrochel et Masséna : l'occupation française en Helvétie : 1798-1799, Neuchâtel, Attinger Frères, [1899].
- Edouard Rott, "Les missions diplomatiques de Pomponne de Bellièvre en Suisse et aux Grisons (1560-1574)", Revue d'histoire diplomatique, Paris, année 14, 1900.
- Edouard Rott, "Jean de Bellièvre-Hautefort, ambassadeur de France près les ligues suisses et le traité de Soleure, mars 1573-mai 1579 - juillet-septembre 1582", Revue d'histoire diplomatique, Paris, année 14, 1900.
- Edouard Rott, Histoire de la représentation diplomatique de la France auprès des cantons suisses, de leurs alliés et de leurs confédérés, [?]: [?], 1900-1935.
- Edouard Rott, "Richelieu et l'annexion projetée de Genève (1631-1632)", Revue historique, Paris, année 38, t. 112 et t. 113, 1913.
- Edouard Rott, "Rohan et Richelieu (1629-1638)", Revue d'histoire diplomatique, Paris, année 27, 1913.

## Distinctions
- Membre correspondant de l'Institut de France
- Membre correspondant de la Députation royale d'histoire à Turin
- Membre de la Société d'histoire et d'archéologie de Neuchâtel